# Bárcena de Campos
Bárcena de Campos è un comune spagnolo di 62 abitanti situato nella comunità autonoma di Castiglia e León.